# Bjeloočnica
Bjeloočnica (lat. sclera) čini veći, stražnji dio fibrozne ovojnice očne jabučice.
Njena vanjska površina je konveksna i pokrivena fascijalnim omotačem (vagina s. fascia bulbi), a napred još i spojnicom (tunica conjunctiva bulbi). Unutrašnja površina je konkavna i odgovara žilnici (choroidea). 
Bjeloočnica je čvrsta, neelastična, bjeličasta i neprozirna opna debljine pola do jednog milimetra. Ima oblik lopte presječene na prednjem kraju. U taj veliki kružni otvor uvlači se periferna ivica rožnice. Osim ovog otvora, na bjeloočnici se nalaze još neki manji otvori za prolaz živaca i krvnih žila. 
U bjeloočnici venski sinus (sinus venosus sclerae), drugim imenom Schlemmov kanal (canalis Schlemmi). Smješten je kružno oko limbusa rožnice. Ispunjen je sobnom vodicom (humor aquosus). Bjeloočnica je inervirana ograncima kratkih cilijarnih živaca (nn. ciliares breves). 
Arterije potječu od prednjih i kratkih stražnjih cilijarnih arterija (aa. ciliares anteriores, aa. ciliares posteriores breves). Vene su pritoke vrtložnih vena žilnice (vv. vorticosae). Limfnih žila nema.